# Пірс в Сопоті
54°26′51″ пн. ш. 18°34′30″ сх. д. / 54.4475° пн. ш. 18.575° сх. д.

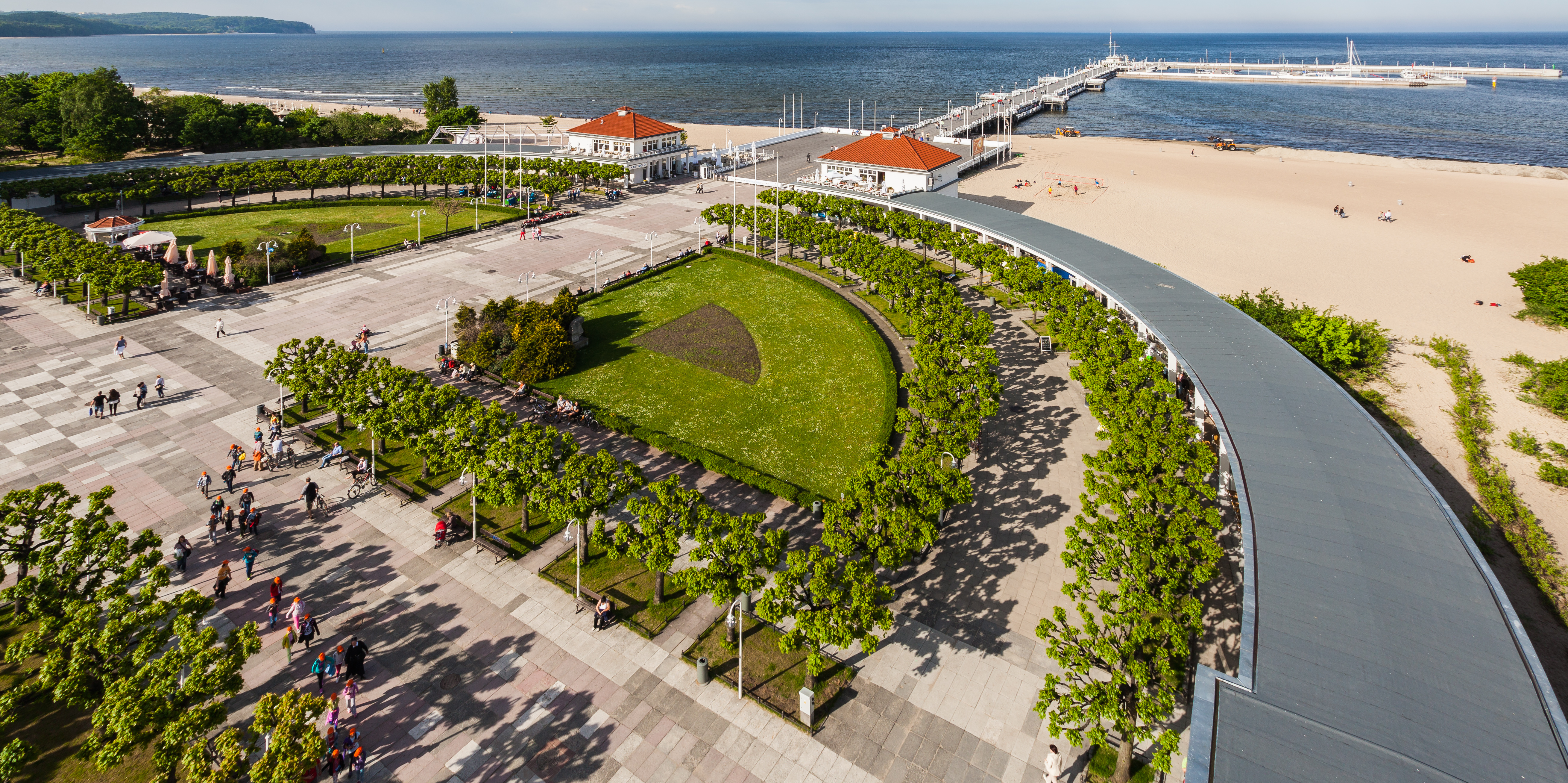
Вид на площу Здройову та пірс Сопота з маяка Сопота

Сопотський пірс (пол. Molo w Sopocie ) — причал у місті Сопот, Польща в Гданській затоці, побудований як пристань для розваг і як місце причалу для круїзних катерів. Він вперше відкрився в 1827 році, і на висоті 511,5 м пірс є найдовшим дерев'яним пірсом у Європі .  Він тягнеться в море від середини пляжу Сопот, який є популярним місцем для відпочинку та оздоровчих прогулянок (концентрація йоду на вершині пірсу вдвічі вища, ніж на суші) чи масових розважальних заходів, а також служить місце причалу для круїзних катерів і водних таксі. Це також чудова точка для спостереження за Чемпіонатом світу з вітрильного спорту, Балтійським кубком з віндсерфінгу та Сопотським триатлоном, що проходить у затоці. Пірс Сопота складається з 2 частин: знаменитої дерев'яної прогулянкової пристані та Курортної площі на суші, де організовуються концерти та свята.
Напротивагу, Саутендський пірс, найдовший пірс у Європі, становить 2158 м  довжини, але побудований переважно із заліза, на відміну від дерев’яного Сопотського пірсу. 

## Історія
Перший пірс був побудований в 1827 році, потім перебудований до довжини 150 метрів, потім до 315 метрів. Його було доведено до сучасної довжини в 1928 році разом з пішохідним проходом курорту. Перші недерев'яні елементи з'явилися після 1990 року, коли голова була модернізована за допомогою сталевих елементів. Нині пірс є будівлею І категорії. 
Пірс служив піт-стопом у п'ятому етапі The Amazing Race 23 . 

## Зовнішні посилання
- Офіційна веб-сторінка (пол.) (англ.)
- Molo w Sopocie - Пірс у Сопоті na portslu polska-org.pl (пол.)

 Вікісховище має мультимедійні дані за темою: Пірс в Сопоті